# Референдумы в Швейцарии (2009)
Референдумы в Швейцарии проходили 8 февраля, 17 мая, 27 сентября и 30 ноября 2009 года. В феврале прошёл референдум о свободе передвижения для работников Болгарии и Румынии, который был одобрен. В мае проводились референдумы по введению биометрических паспортов и по предложению «Будущее за комплиментарной медициной». Оба предложения были одобрены. В сентябре проходили референдумы по повышению налога на добавленную стоимость и по введению народных инициатив. Оба референдума были одобрены. В ноябре прошли референдумы по запрещению строительства новых минаретов, по экспорту вооружений и по использованию налога на авиационное топливо. Запрет на стриоительство минаретов и предложение о налоге на авиационное топливо были одобрены, а предложение о запрете на экспорт швейцарской военной техники было отклонено.

## Февраль

### Свобода передвижения рабочей силы в Европейском союзе
| Выбор                                | Голосов   | %     |
| ------------------------------------ | --------- | ----- |
| За                                   | 1 517 132 | 59,61 |
| Против                               | 1 027 899 | 40,39 |
| Недействительных/пустых бюллетеней   | 27 009    | –     |
| Всего                                | 2 572 040 | 100   |
| Зарегистрированных избирателей/ Явка | 4 999 618 | 51,44 |
| Источник: Direct Democracy           |           |       |

## Май

### Биометрические паспорта
| Выбор                                | Голосов   | %     |
| ------------------------------------ | --------- | ----- |
| За                                   | 953 173   | 50,15 |
| Против                               | 947 493   | 49,85 |
| Недействительных/пустых бюллетеней   | 42 191    | –     |
| Всего                                | 1 942 857 | 100   |
| Зарегистрированных избирателей/ Явка | 5 010 873 | 38,77 |
| Источник: Direct Democracy           |           |       |

### Комплиментарная медицина
| Выбор                                | Общее голосование | Общее голосование | Кантоны | Кантоны | Кантоны |
| Выбор                                | Голосов           | %                 | Полных  | Полу-   | Всего   |
| ------------------------------------ | ----------------- | ----------------- | ------- | ------- | ------- |
| За                                   | 1 283 894         | 67,03             | 20      | 6       | 23      |
| Против                               | 631 560           | 32,97             | 0       | 0       | 0       |
| Недействительных/пустых бюллетеней   | 28 805            | –                 | –       | –       | –       |
| Всего                                | 1 944 259         | 100               | 20      | 6       | 23      |
| Зарегистрированных избирателей/ Явка | 5 010 873         | 38,80             | –       | –       | –       |
| Источник: Direct Democracy           |                   |                   |         |         |         |

## Сентябрь

### Повышение налога на добавочную стоимость
| Выбор                                | Общее голосование | Общее голосование | Кантоны | Кантоны | Кантоны |
| Выбор                                | Голосов           | %                 | Полных  | Полу-   | Всего   |
| ------------------------------------ | ----------------- | ----------------- | ------- | ------- | ------- |
| За                                   | 1 112 818         | 54,56             | 11      | 2       | 12      |
| Против                               | 926 730           | 45,44             | 9       | 4       | 11      |
| Недействительных/пустых бюллетеней   | 23 580            | –                 | –       | –       | –       |
| Всего                                | 2 063 128         | 100               | 20      | 6       | 23      |
| Зарегистрированных избирателей/ Явка | 5 030 915         | 41,01             | –       | –       | –       |
| Источник: Direct Democracy           |                   |                   |         |         |         |

### Принятие решения не вводить народное предложение
| Выбор                                | Общее голосование | Общее голосование | Кантоны | Кантоны | Кантоны |
| Выбор                                | Голосов           | %                 | Полных  | Полу-   | Всего   |
| ------------------------------------ | ----------------- | ----------------- | ------- | ------- | ------- |
| За                                   | 1 307 237         | 67,88             | 20      | 6       | 23      |
| Против                               | 618 664           | 32,12             | 0       | 0       | 0       |
| Недействительных/пустых бюллетеней   | 108 192           | –                 | –       | –       | –       |
| Всего                                | 2 034 093         | 100               | 20      | 6       | 23      |
| Зарегистрированных избирателей/ Явка | 5 030 915         | 40,43             | –       | –       | –       |
| Источник: Direct Democracy           |                   |                   |         |         |         |

## Ноябрь

### Запрет на строительство минаретов
| Выбор                                | Общее голосование | Общее голосование | Кантоны | Кантоны | Кантоны |
| Выбор                                | Голосов           | %                 | Полных  | Полу-   | Всего   |
| ------------------------------------ | ----------------- | ----------------- | ------- | ------- | ------- |
| За                                   | 1 535 010         | 57,50             | 17      | 5       | 19.5    |
| Против                               | 1 134 440         | 42,50             | 3       | 1       | 3.5     |
| Недействительных/пустых бюллетеней   | 39 837            | –                 | –       | –       | –       |
| Всего                                | 2 709 287         | 100               | 20      | 6       | 23      |
| Зарегистрированных избирателей/ Явка | 5 039 676         | 53,76             | –       | –       | –       |
| Источник: Direct Democracy           |                   |                   |         |         |         |

### Запрет на экспорт вооружений
| Выбор                                | Общее голосование | Общее голосование | Кантоны | Кантоны | Кантоны |
| Выбор                                | Голосов           | %                 | Полных  | Полу-   | Всего   |
| ------------------------------------ | ----------------- | ----------------- | ------- | ------- | ------- |
| За                                   | 837 156           | 31,77             | 0       | 0       | 0       |
| Против                               | 1 798 132         | 68,23             | 20      | 3       | 23      |
| Недействительных/пустых бюллетеней   | 55 200            | –                 | –       | –       | –       |
| Всего                                | 2 690 488         | 100               | 20      | 6       | 23      |
| Зарегистрированных избирателей/ Явка | 5 039 676         | 53,39             | –       | –       | –       |
| Источник: Direct Democracy           |                   |                   |         |         |         |

### Налог на авиационное топливо
| Выбор                                | Общее голосование | Общее голосование | Кантоны | Кантоны | Кантоны |
| Выбор                                | Голосов           | %                 | Полных  | Полу-   | Всего   |
| ------------------------------------ | ----------------- | ----------------- | ------- | ------- | ------- |
| За                                   | 1 609 682         | 64,99             | 20      | 6       | 23      |
| Против                               | 867 113           | 35,01             | 0       | 0       | 0       |
| Недействительных/пустых бюллетеней   | 175 410           | –                 | –       | –       | –       |
| Всего                                | 2 652 205         | 100               | 20      | 6       | 23      |
| Зарегистрированных избирателей/ Явка | 5 039 676         | 52,63             | –       | –       | –       |
| Источник: Direct Democracy           |                   |                   |         |         |         |